# Something Beautiful
"Something Beautiful" es el tercer episodio de la cuarta temporada de la serie de televisión de AMC Better Call Saul, serie derivada de Breaking Bad. El episodio se emitió el 20 de agosto de 2018 en AMC en los Estados Unidos. Fuera de los Estados Unidos, el episodio se estrenó en el servicio de transmisión Netflix en varios países.

## Trama
Nacho ayuda a Víctor y Tyrus Kitt a hacer creer que su auto fue atacado y que las drogas que él y Arturo Colón recogieron en Los Pollos Hermanos fueron robadas, incluso acribillan el auto y el cuerpo de Arturo con balas y le disparan a Nacho dos veces para hacerlo más creíble. Nacho llama a los primos, quienes queman el auto y llevan a Nacho al Dr. Caldera, quien logra salvarle la vida.
Juan Bolsa le dice a Gus que debido a que los envíos de drogas y dinero en efectivo se han interrumpido varias veces, Gus debería comenzar a investigar la viabilidad de fabricar metanfetamina dentro de los Estados Unidos en lugar de depender de la cocaína de México, sin saber que esto es lo que Gus pretendía. Gus visita a Gale Boetticher, un estudiante de posgrado e investigador de la Universidad de Nuevo México, quien informa sobre la mala calidad de una muestra de metanfetamina que Gus le pidió que evaluara. Gale dice que podría producir un producto de mayor calidad, pero Gus le asegura que está destinado a cosas mejores.
Jimmy le pide a Mike que robe una valiosa figura de Hummel de Neff Copiers y la reemplace por una económica que se vea similar. Mike se niega, por lo que Jimmy recurre a Ira. Ira está de acuerdo, pero durante el robo descubre que uno de los propietarios está durmiendo en la oficina. Ira llama a Jimmy, quien crea una distracción que le permite a Ira irse con el Hummel.
Kim vuelve a trabajar en la cuenta de Mesa Verde. El presidente del banco, Kevin Wachtell, le da la bienvenida y le muestra sus planes para la agresiva expansión del banco. Preocupada por la tasa de crecimiento y cada vez más aburrida de la ley bancaria, Kim le da el trabajo a su asistente legal, Viola Goto, y le pide que la deje en el juzgado.
A la mañana siguiente, Kim le entrega a Jimmy la carta escrita por Chuck. Kim se ofrece a irse para que él pueda leerlo solo, pero Jimmy insiste en que se quede. La carta no tiene fecha, pero parece haber sido escrita cuando Jimmy trabajaba en la sala de correo de HHM. En la superficie, la carta está llena de elogios, pero es ligeramente condescendiente y contiene cumplidos ambiguos. Jimmy lo llama "agradable", pero Kim comienza a llorar y sale corriendo a su habitación.

## Producción
Este episodio incluye la primera aparición de Gale Boetticher, un personaje principal de la tercera temporada de Breaking Bad interpretado por David Costabile, en Better Call Saul. Costabile había estado en Albuquerque filmando Dig mientras Better Call Saul estaba terminando la producción del episodio final de la primera temporada. Se encontró con el coproductor Peter Gould y comió con él, durante la cual acordaron que sería genial que Gale apareciera en Better Call Saul. Costabile no había pensado en ello hasta que el equipo del programa se puso en contacto con él y le preguntó si estaba listo para volver como Gale. Costabile pudo trabajar en la filmación de Better Call Saul entre la filmación de Billions. Costabile tuvo solo alrededor de una semana con el guion para memorizar sus dos líneas y poder cantar en el karaoke "The Elements" de Tom Lehrer, en contraste con sus actuaciones pasadas de canto en Breaking Bad, donde tuvo más tiempo para aprender la letra. Su filmación para el episodio, realizada en un día, fue entre tomas para Billions, lo que le obligó a mantener la barba que se había dejado crecer para el papel en Billions; Costabile consideró esta parte del desarrollo del trasfondo del personaje de Gale.

## Recepción
"Something Beautiful" recibió elogios de la crítica. En Rotten Tomatoes, obtuvo una calificación perfecta del 100% con una puntuación promedio de 9/10 basada en 18 reseñas. El consenso del sitio dice: "'Something Beautiful' está lleno de pequeños momentos fuertes que continúan impulsando a los personajes complicados del programa hacia adelante– si alguna vez tan lentamente".

### Ratings
"Something Beautiful" fue visto por 1,51 millones de espectadores en los Estados Unidos en su fecha de emisión original.